# Reda Aleliūnaitė
Reda Aleliūnaitė, coniugata Jankovska (Kaunas, 24 gennaio 1973), è un'ex cestista lituana.
Centro di 190 cm, ha disputato quattro Europei e un Mondiale con la Nazionale lituana e ha giocato in Slovacchia con Košice, in Turchia con Galatasaray, in Serie A1 femminile con Priolo Gargallo e in LFB con Bourges.

## Carriera
Nel 1999-2000 ha vinto lo scudetto con l'Isab Energy Priolo, disputando 5 gare con 56 punti segnati.

## Palmarès
- Europei: 1
Nazionale lituana: Ungheria 1997
- Campionato italiano: 1
Trogylos Priolo: 1999-2000